# Ensō
Ensō (円相) é uma palavra japonesa que significa “círculo” e é um conceito fortemente associado com o Zen Budismo. Ensō é talvez o objeto mais comum da caligrafia japonesa mesmo sendo um símbolo e não um ideograma. Simboliza iluminação, força, elegância, o universo e o vazio (mu); também pode simbolizar a própria estética japonesa. Como uma “expressão do momento” é frequentemente considerado uma forma de arte expressionista.

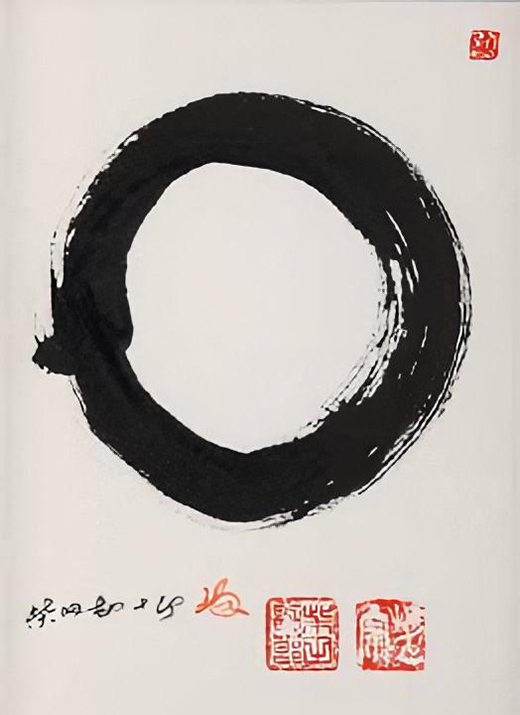
Caligrafia de Kanjuro Shibata XX
Enso ca. 2000

Na pintura zen budista, o ensō simboliza um momento quando a mente está livre para simplesmente deixar os sentidos criarem. A pincelada de tinta do círculo geralmente é feita sobre seda ou papel de arroz em apenas um movimento (embora o grande Bankei às vezes usasse dois movimentos) e não há possibilidade de modificação: mostra o estado expressivo do artista naquele momento. Os zen budistas “acreditam que o caráter do artista está completamente exposto na forma com a qual desenha um ensō. Apenas uma pessoa mentalmente completa, que tenha percebido sua natureza búdica, consegue desenhar um ensō verdadeiro. Alguns artistas praticam o desenho do ensō diariamente, como uma espécie de exercício ‘espiritual’.” [Seo] 
Alguns artistas pintam o Enso com uma abertura no círculo, enquanto outros completam o círculo. No primeiro caso, a abertura pode expressar ideias diferentes, por exemplo, que o Enso não está separado, mas é parte de algo maior, ou que o defeito é um aspecto essencial e inerente da existência (ver também a ideia de simetria quebrada). O princípio de controlar o equilíbrio da composição através da assimetria e irregularidade é um aspecto importante da estética japonesa: O fukinsei (不均斉), a negação da perfeição. 
O Enso é também um sagrado símbolo da escola de Budismo, e é frequentemente utilizado pelos mestres zen como uma forma de assinatura na sua arte religiosa. Para saber mais sobre a filosofia subjacente ao presente ver Hitsuzendo. 
O Enso também foi co-optado por publicidade como um símbolo, por várias empresas, nomeadamente, Lucent. Não mais utilizado desde a fusão, o logotipo foi satirizado frequentemente referido como o “anel da xícara de café”. A empresa Humanization usa o Enso como o nome de uma série de produtos de software com base no trabalho de Jef Raskin, para simplificar tarefas comuns na computação.